# Beaumont, Haute-Savoie
Beaumont  là một xã trong tỉnh Haute-Savoie thuộc vùng Rhône-Alpes đông nam Pháp.